# Stenløse-Veksø Pastorat
Stenløse-Veksø Pastorat er et pastorat i Frederikssund Provsti bestående af Stenløse Sogn og Veksø Sogn, som begge ligger i Egedal Kommune. Kirkekontoret for pastoratet ligger i Stenløse Sognegård ved Stenløse Kirke.

## Eksterne kilder
1. ↑  "Kirkekontor | Stenløse-Veksø Pastorat". Arkiveret fra originalen 7. november 2016. Hentet 7. november 2016.